# Otostegia
Otostegia là một chi thực vật có hoa trong họ Hoa môi (Lamiaceae).

## Loài
Chi Otostegia gồm các loài: